# Glosen
Glosen är en sjö i Hedemora kommun i Dalarna och ingår i Dalälvens huvudavrinningsområde.